# Dopravní letoun

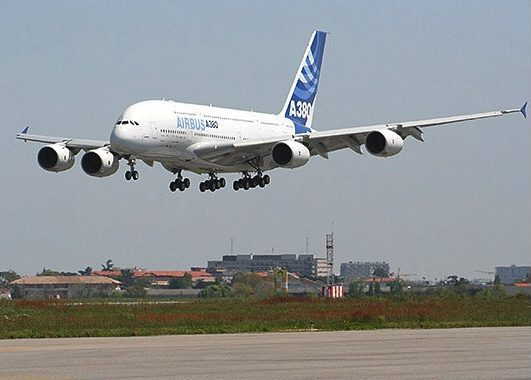
Airbus A380

Dopravní letoun je letadlo s pevnými nosnými plochami, jehož hlavní funkce je přeprava platících cestujících či nákladu. Letouny jsou buď vlastněny leteckou společností, nebo si je společnost pronajímá.

## Vývoj
Vzhledem k tomu, že v letecké dopravě je kladen velký důraz na bezpečnost (jako ostatně v každé jiné veřejné dopravě), byli první cestující přepraveni letouny až jedenáct let po prvním letu bratří Wrightů[zdroj⁠?!] (Jedná se jen o letouny, pokud mezi letadla započteme i aerostaty, doprava cestujících probíhala před tím již mnoho let). Prvním takovým strojem byl Ilja Muromec z konstrukční kanceláře Igora Sikorského.[zdroj⁠?!] První let s pasažéry uskutečnil 25. února 1914. Kapacita tohoto letounu byla 8 až 16 lidí. Československé aerolinie uskutečnily svůj první let s cestujícími teprve 29. října 1923 se strojem Aero A-14 a krátce na to nasadily letoun Aero A-10, mnohem pohodlnější s již krytou kajutou pro cestující. V počátcích se létalo pouze dvouplošníky, většinou celodřevěné konstrukce s plátěným potahem. Lety byly možné pouze za příznivých povětrnostních podmínek a viditelnosti.

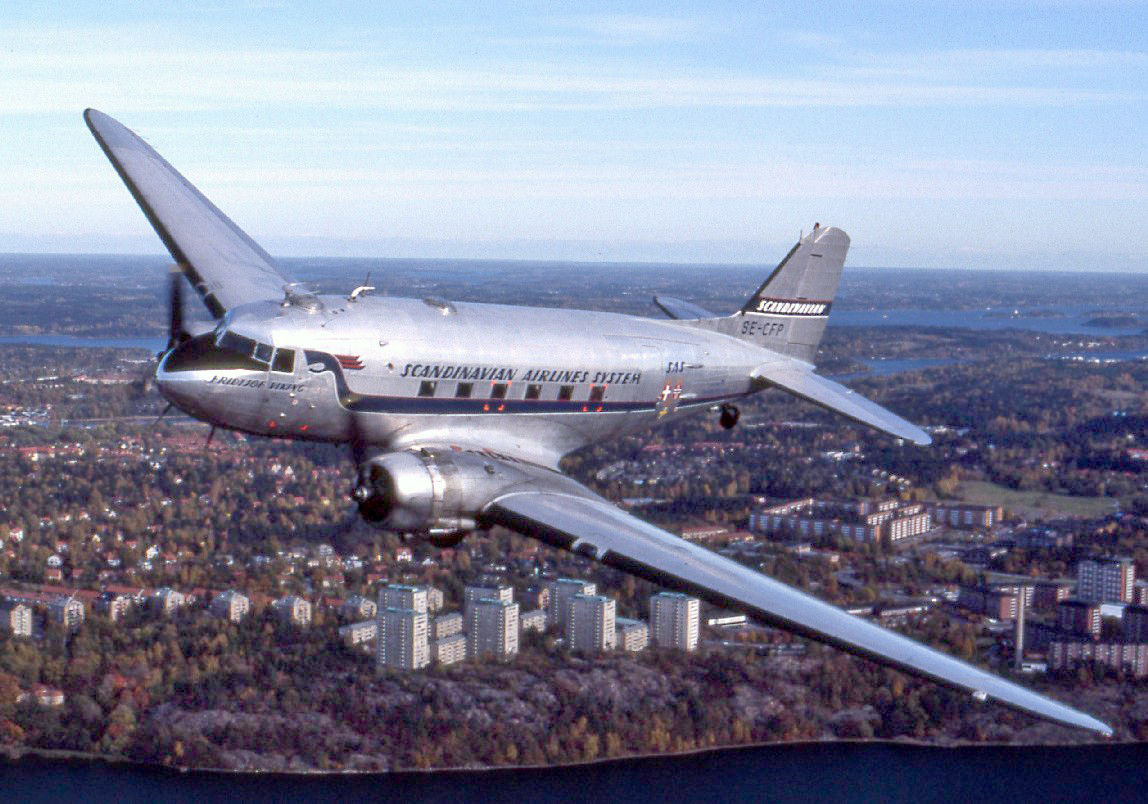
Douglas DC-3

Pokrokovými letouny v polovině dvacátých let byly americké stroje Ford Trimotor. Jednalo se již o celokovové hornoplošníky se třemi hvězdicovými motory s kapacitou 8 cestujících. Bylo jich vyrobeno celkem 199, z nichž pouze jediný létal mimo Ameriku a to ve službách ČSA. V roce 1934 byl uveden na trh dvoumotorový dolnoplošník Douglas DC-2. Výkonové parametry byly vynikající, avšak provozavatelé požadovali vyšší kapacitu. Ta byla z původních 14 míst zvýšena v roce 1935 na 32 a vzniklo tím nejúspěšnější letadlo všech dob: Douglas DC-3, známé též jako Dakota. Ve třicátých a čtyřicátých letech jich bylo v USA vyrobeno 10692 a dalších asi 2000 v licenci v SSSR jako Lisunov Li-2. Létaly prakticky po celém světě, včetně Československa. Jejich pravidelný provoz byl ukončen v roce 1991, avšak asi 400 kusů je nasazováno na mimořádné lety dodnes.
Jedním z nejdůležitějších mezníků v historii letectví bylo použití dvouproudových motorů. Prvním letounem s tímto pohonem byl britský de Havilland Comet. První let se uskutečnil 27. července 1949, s cestujícími až 2. května 1952. Ten byl ovšem po sérii tragických nehod, způsobených únavou materiálu, stažen z výroby a vyřazen z civilního provozu. Dále fungoval pouze jako armádní transportní letoun. Několik let poté následovali další letečtí výrobci, kteří již byli úspěšnější. Ruský Tupolev Tu-104 létal v pravidelném provozu mezi lety 1956 a 1981. Od roku 1957 jej využívaly ČSA jakožto první zahraniční společnost. Vlajkovou lodí západního bloku byl americký Boeing 707. S cestujícími poprvé vzlétl v roce 1958 a dosloužil v roce 2008 pod označením Boeing 720. V šedesátých letech nastal konkurenční boj mezi výrobci a boom nových typů letadel se stále se zvyšující kapacitou. V SSSR to byly Tupolev Tu-154, Iljušin Il-62, v USA pak Boeing 727, McDonnell Douglas DC-9. Vyvrcholilo to v roce 1969 největším dopravním letounem na dlouhou dobu Boeingem 747 s kapacitou až 524 lidí.

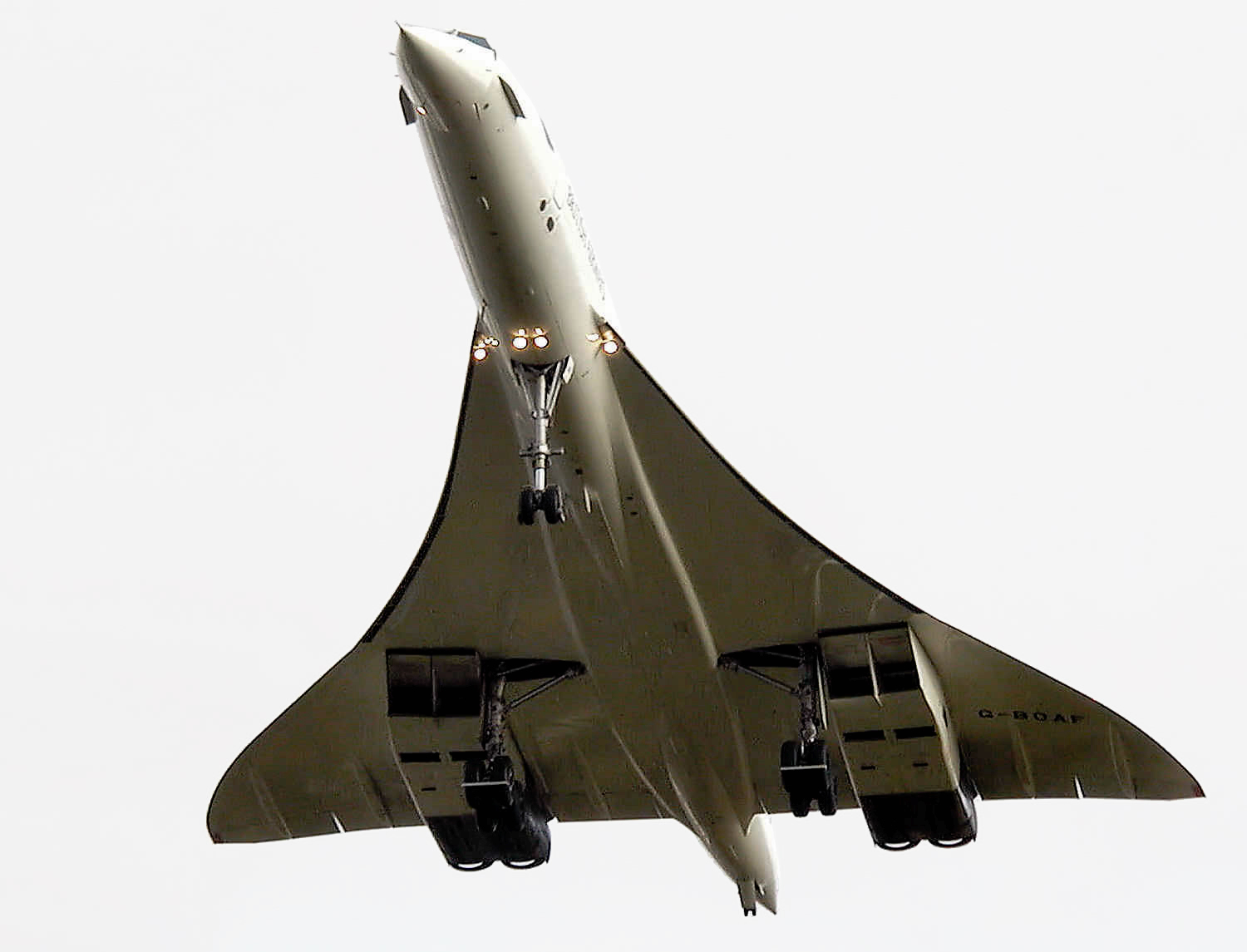
Nadzvukový Concorde při svém posledním letu

Svým způsobem revoluční myšlenkou byl nadzvukový dopravní letoun. Po desetiletí vývoje jako první představil hmatatelný výsledek ruský Tupolev se svým strojem Tupolev Tu-144 a to 31. prosince 1968 (s cestujícími v listopadu 1977). Dva měsíce na to jej následoval britsko-francouzský projekt Concorde (první let 2. března 1969, s cestujícími 21. ledna 1976). Stroje byly natolik podobné, že jsou ruští konstruktéři podezíráni ze špionáže, avšak o podobnosti úspěchů nelze hovořit. Zatímco Tu-144 byl po dvou haváriích odsouzen k vyřazení, Concorde vykazoval zisky i přes velmi značnou spotřebu paliva a s tím související cenou letenky (až řádově vyšší než běžným letadlem). Po nehodě v Paříži v roce 2000 ovšem zájem o nadzvukové lety poklesl, což vedlo jejich provozovatele, Air France a British Airways k ukončení provozu. Poslední let s cestujícími se konal 24. října 2003.
Do ovládání pohyblivých částí, detekce poškození a navigace čím dál tím více vstupuje elektronika, ovšem pokud jde o tvar a velikost letounů nebyl zaznamenám za posledních čtyřicet let výraznější posun. Výjimkou se stal velkokapacitní letoun Airbus A380, který po dlouhých 36 letech překonal ve velikosti Boeing 747. Ve dvou patrech pojme až 853 cestujících. Jeho rozměry (73×80m) však mohou být překážkou, neboť zdaleka ne každé letiště je na takové kolosy dimenzováno.
Do budoucnosti se jako velmi ambiciózní jeví evropský projekt Reaction Engines A2. Znamenalo by to obnovení nadzvukového létání, ovšem mnohem rychlejšího (až 5 M). Navíc bude použita zcela nová koncepce hybridního motoru – SABRE, což bude kombinace klasického proudového, náporového a raketového motoru. Ceny letenek by se podle současných předpokladů neměly lišit od konvenčních letů.

## Rozdělení dopravních letounů
Podle délky doletu rozlišujeme:

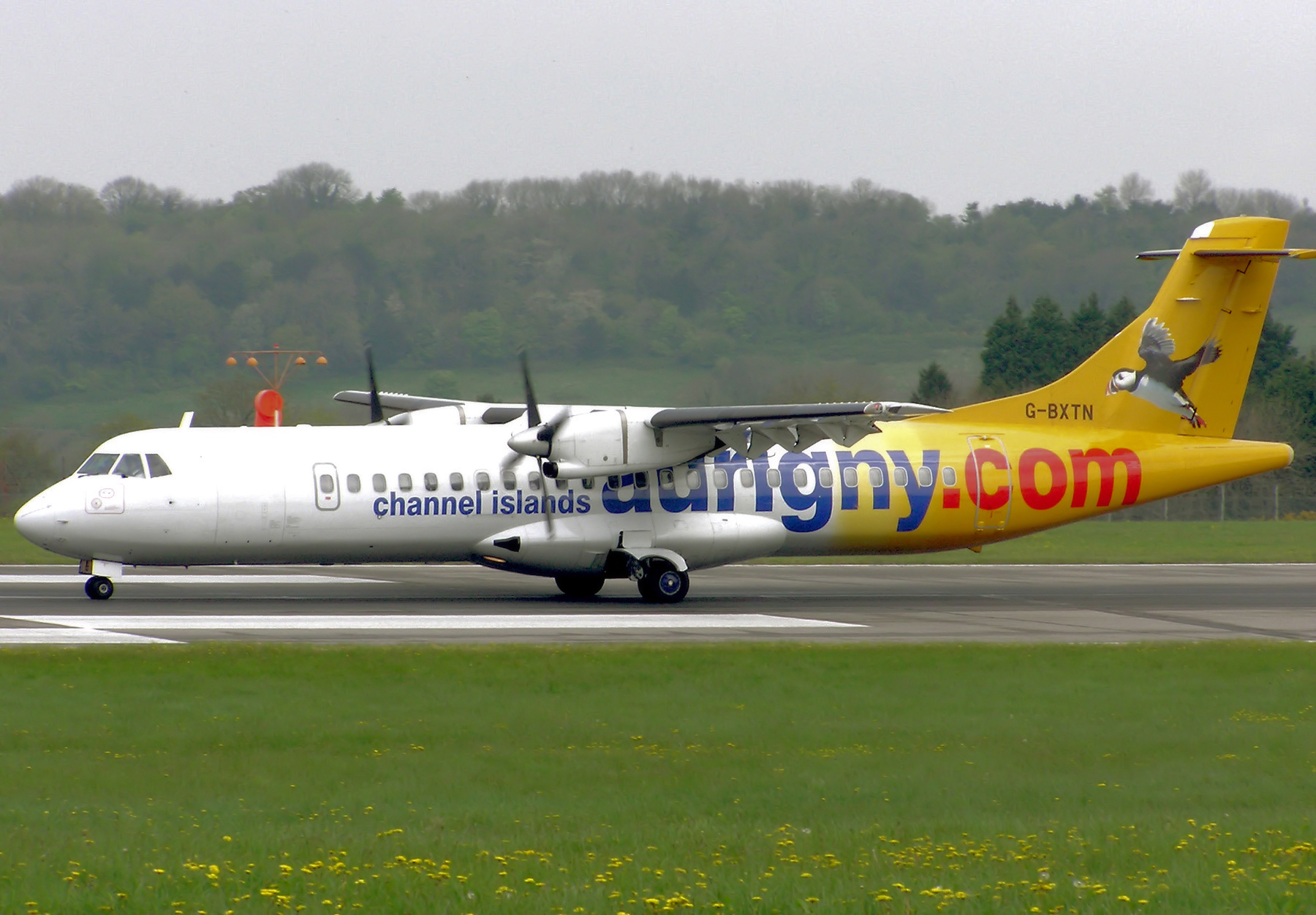
Malý turbovrtulový regionální letoun ATR 72

- Letadla na krátké tratě – s doletem do cca 1000 km, někdy označované jako regionální. Jako pohonná jednotka slouží obvykle turbovrtulový motor umístěný v gondolách na křídlech. ČSA v této kategorii používá letadla ATR 42 a ATR 72. Dalšími typy mohou být Bombardier Dash 8, Fokker 50, Saab 340 nebo Saab 2000
- Letadla na střední tratě – s doletem 1000 až 3000 km. Tato letadla se využívají především na mezinárodních linkách. Očekáváme zde vyšší komfort a úroveň servisu během letu. Kapacita se pohybuje od cca 40 do 160 cestujících. Pohonnou jednotku v současnosti obvykle představuje dvojice proudových motorů. Příkladem je Airbus A320 nebo Boeing 737.
- Letadla na dlouhé tratě – s doletem nad 3000 km se nasazují na transkontinentální lety. Sem spadají největší a nejpohodlnější letadla současnosti s kapacitou až 880 cestujících. Příkladem mohou být Airbus A340, Airbus A350, Airbus A380, ad. Pohon většinou zajišťují dva až čtyři proudové motory. Nevýhodou největších letadel je nemožnost využít většinu letišť (nejsou na to rozměrově dimenzována).

Podle velikosti (kapacity)
- aerotaxi: 3 až 10 cestujících
- malá dopravní letadla: 10 až 30 cestujících
- střední dopravní letadla: 30 až 100 cestujících
- velká dopravní letadla: 100 až 200 cestujících
- velkokapacitní letadla: nad 200 cestujících

Podle uspořádání sedadel

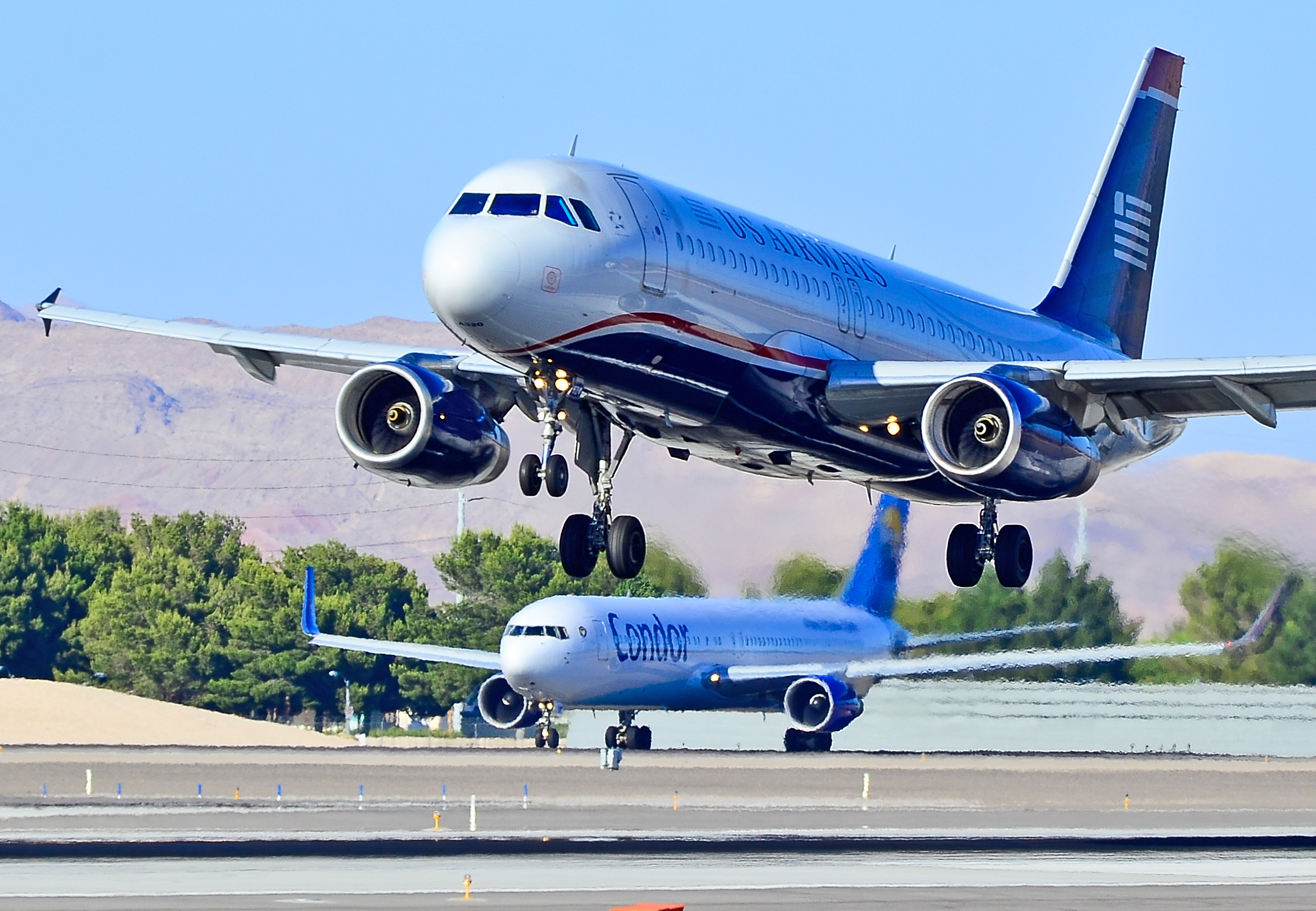
Úzkotrupý Airbus A320-200 s kapacitou do 200 lidí a v pozadí širokotrupý Boeing 767-300ER s kapacitou do 300 lidí

- úzkotrupé letouny (narrow-body) s 1 uličkou, 2-2, 3-2 nebo 3-3 sedadla vedle sebe
- širokotrupé letouny (wide-body) se dvěma uličkami a například 2-3-2, 3-3-3 nebo 3-4-3 sedadly vedle sebe.

Podle druhu motorů
- vrtulová (pístová) letadla
- turbovrtulové letouny
- proudové letouny

Další dělení
- poloha nosných ploch (dolnoplošníky, středoplošníky, hornoplošníky)
- počet motorů
- umístění motorů
- lak (aerolinie, členství v nějaké letecké alianci – SkyTeam,...)
- použité materiály (celokovová, kompozitní, smíšená ...)
- tvar křídel (přímá, šípová, lichoběžníková)
- typ podvozku (příďové, tandemové)

## Technický popis

Řez trupem Airbusu A380 – v dolní části je nákladový prostor a v horních dvou se sedí

### Drak
Vnější části konstrukce letounu (s výjimkou motorů) nazýváme souhrnně drak letadla. Jeho základní části jsou trup, křídla, podvozek, vodorovné a svislé ocasní plochy. Tvar draku je optimalizován na aerodynamické vlastnosti při ekonomické rychlosti letu 800 - 1000 km/h.

#### Trup
Trup tvoří centrální část draku. Jsou v něm umístěny veškeré prostory a vybavení pro cestující a posádku, ve spodní části je nákladový a zavazadlový prostor a částečně palivové nádrže. Přední část trupu, před kabinou pilota (kokpitem), nazýváme přídí, zadní pak zádí (nese ocasní plochy). Prostorovou tuhost trupu zajišťují podélné výztuhy a kolmo na ně trupové přepážky. Trupové přepážky jsou v místech většího namáhání (závěsy křídel, podvozek, ocasní plochy) zesílené. Mají zpravidla prstencový tvar, mohou však být i plnostěnné (např. v zádi). Mezi ně se vkládají izolační desky. Povrch trupu tvoří tzv. potah z lehkých kovových slitin. Jeho tloušťka se pohybuje kolem 3 mm.

#### Křídla

Křídlo dopravního letounu:1.winglet, 2.křidélko, 3.vysokorychlostní křidélko, 4.gondola, 5.vnitřní slot, 6. vnější sloty, 7.vnitřní vztlaková klapka, 8.vnější vztlaková klapka, 9.,10.spoiler

Křídla představují dominantní složku nosných ploch letounu. Mezi nejdůležitější charakteristiky křídel patří: poloha vůči trupu (u dopravních letounů většinou dolnoplošníky, vzácněji u turbovrtulových letadel hornoplošníky), půdorysný tvar (šípová, přímá nebo lichoběžníková), rozpětí, úhel šípu, úhel vzepětí, štíhlost, zúžení a zkroucení.
Profil křídla je navržen tak, aby podle principu Bernoulliho rovnice vznikal vztlak (nahoře podtlak, dole přetlak). Tento vztlak lze regulovat pomocí tzv. mechanizace křídla, což je soustava pohyblivých prvků, které jsou ovládány buď pilotem nebo automaticky. Na náběžné hraně je to soustava slot, které díky možnosti předsunutí při vyšším úhlu náběhu zamezí odtrhávání proudnic (vzduch ze spodní strany křídla proudí vzniklou mezerou na horní stranu). Vztlakové klapky na odtokové hraně, jak napovídá název jsou hlavním prvkem upravujícím vztlak. Mohou se rovněž vysouvat, čímž se zvětší plocha křídla (tedy i vztlak). Dále od trupu jsou umístěna křidélka, která jsou spolu se směrovým kormidlem (na svislé ocasní ploše) nezbytná pro směrové řízení a zachování stability při náklonu. Tzv. spoilery (na spodní straně interceptor) slouží k rušení vztlaku. Používají se výhradně při brzdění na přistávací ploše.
Středem křídla prochází jeden hlavní nosník a po jeho stranách pomocné nosníky, které jsou vzájemně spojeny kolmými nebo šikmými žebry s odlehčovacími otvory. Povrch tvoří horní, resp. dolní potah. Uvnitř křídel jsou umístěny palivové nádrže.

#### Ocasní plochy

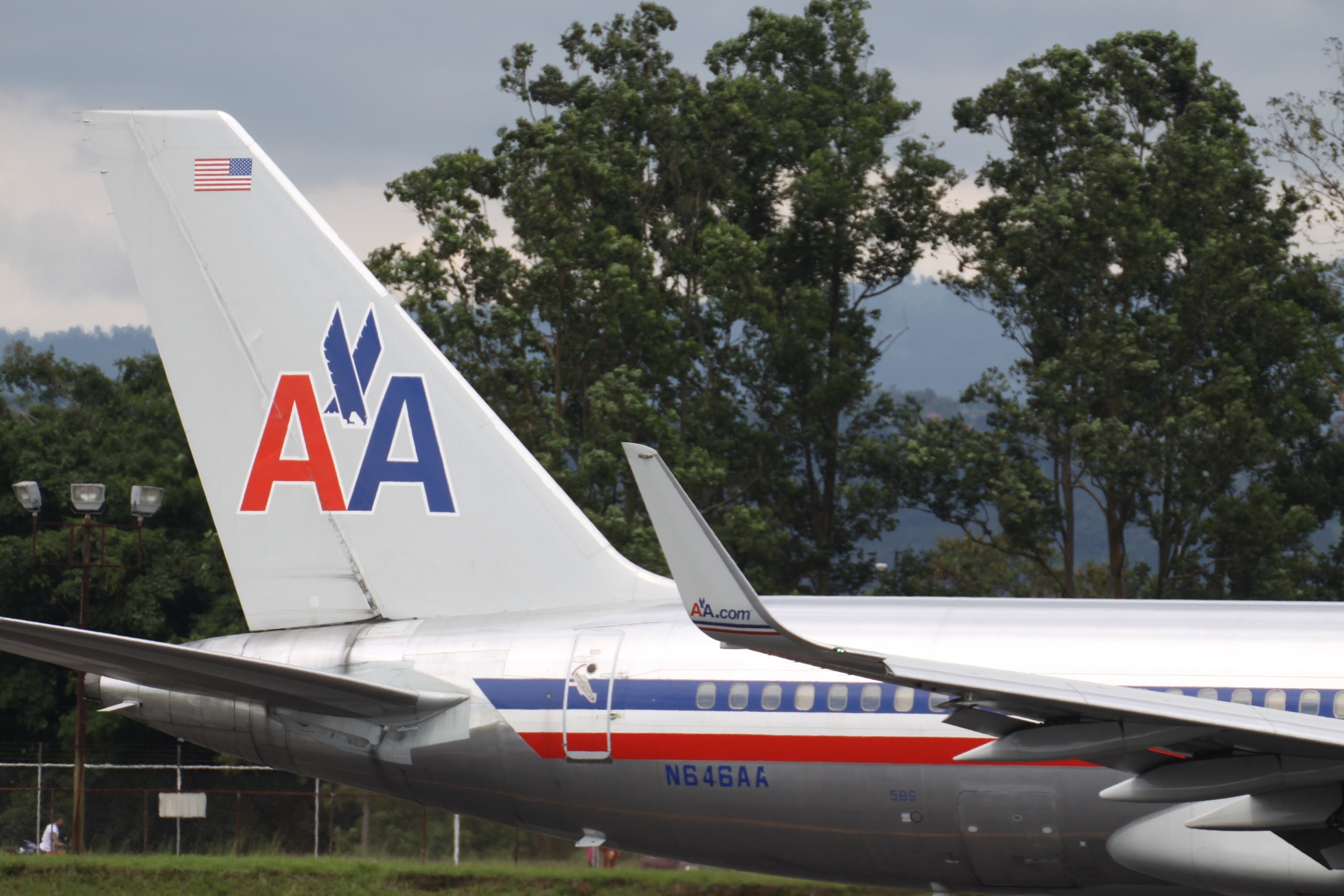
Vzpřímená ocasní plocha (směrovka) Boeingu 757 a další ocasní plochy

Ocasní plochy jsou nezbytné pro zajištění stability a řiditelnosti letadla. Jejich tvar a konstrukce je velmi podobná křídlům a stejně jako křídla se skládají z pevných a pohyblivých částí. Vodorovné ocasní plochy (VOP) se však mohou celé natáčet vůči draku a to až o 9°. Pevnou část nazýváme stabilizátorem a pohyblivou výškovým kormidlem (tvoří odtokovou hranu). Svislá ocasní plocha slouží k zajištění směrové stability a ke směrovému řízení. Pevná část se nazývá kýlová plocha a pohyblivá směrové kormidlo. Jeho pohyby jsou přesně zkoordinovány s křidélky a vztlakovými klapkami na křídlech. Pohyblivé části jsou ovládány hydraulickými válci. Povely k nim jsou u starších typů letadel (Airbus A310) přenášeny mechanicky u nových typů elektronicky.

#### Podvozek
Podvozek tvoří nezbytnou část letounu a to nejen z důvodu pojíždění, ale také tlumení nárazu při dosednutí. Tlumicí účinek se zvyšuje tlumičem umístěným vně podvozkové nohy. Podvozky jsou zpravidla zatahovací díky pákovému, či teleskopickému uspořádání. Brzděním kol se může zkrátit brzdná dráha až o 50%.

#### Materiály
Nejdůležitější vlastností konstrukčních částí letounů je pevnost a odolnost vůči mimořádně silným aerodynamickým silám. Zároveň se konstruktéři snaží snižovat hmotnost v zájmu šetření na pohonných hmotách. V současnosti se nejvíce používají slitiny lehkých kovů, zejména hliníku. Ty se používají prakticky na veškeré potahy a některé méně namáhané spoje (mez pevnosti do 500 MPa, objemová hmotnost 2700 kg/m3). Nosná část konstrukce se vyrábí z titanových slitin (mez pevnosti až 1200 MPa, objemová hmotnost 4500 kg/m3). V případě svařovaných spojů se titan nahradí ocelí. V poslední době se čím dál tím více používají kompozitní materiály a plasty. Spoje se dnes provádějí převážně lepené (i u velmi namáhaných částí konstrukce). Tím se postupně opouští nýtování.

### Motory

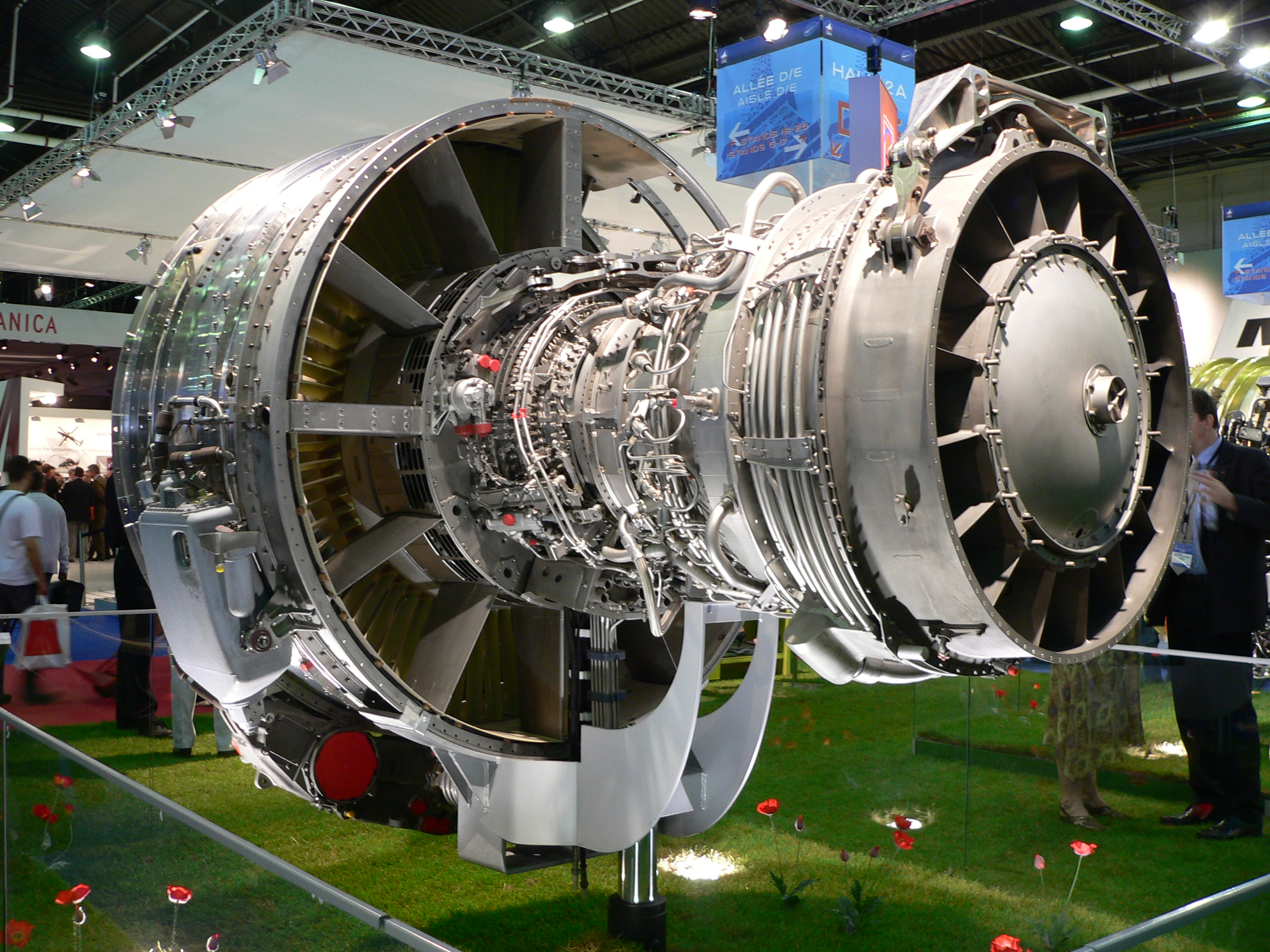
Motor CFM56 - jeden z nejčetněji používaných proudových motorů (např. u Boeingu 737 nebo Airbusu A320

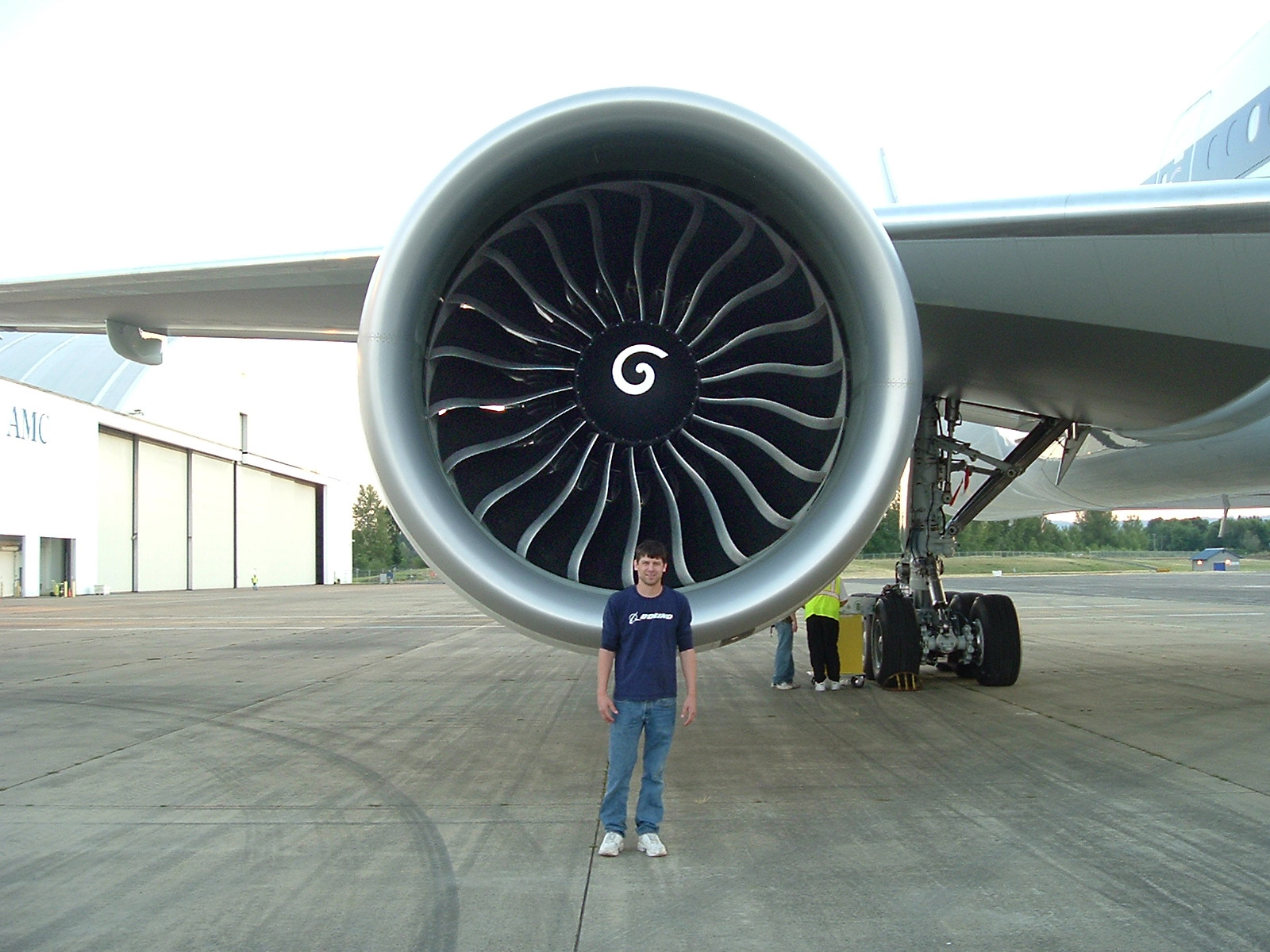
Proudový motor Boeing 777-300ER v porovnání se člověkem

Letecké motory jsou jedinými částmi letounu, která zajišťují samotný pohyb. Obvykle jsou umístěny v gondolách pod křídly a to v takové vzdálenosti od trupu, kde optimálně vyrovnávají moment vyvolaný hmotností křídel. Méně běžné jsou motory na zádi. Výhodou tohoto uspořádání je např. lepší aerodynamika křídla.
Letecké motory dělíme podle principu na:
- Pístové – pouze u malých dopravních letadel a aerotaxi
  - řadové
  - hvězdicové
- Lopatkové
  - turbovrtulové
  - proudové

### Palivová soustava
Nádrže leteckých pohonných hmot jsou u současných dopravních letadel umístěny převážně v křídlech a v centroplánu. To přispívá ke snížení hmotnosti trupu na minimum. Během letu je palivo vystaveno působení setrvačných sil. Aby za všech okolností byla zajištěna spolehlivá dodávka do motorů jsou letadla vybavena elektronickým (dnes již plně automatickým) systémem přečerpávání paliva a to nejen mezi nádrží a motorem, ale i mezi jednotlivými nádržemi z důvodu zachování polohy těžiště. Objem palivových nádrží se pohybuje v řádu desítek tisíc litrů (Boeing 737-500: 23800 l; Airbus A310: 61071 l), výjimečně až stovek tisíc litrů (Airbus A380: 310000 l).